# Koeleria

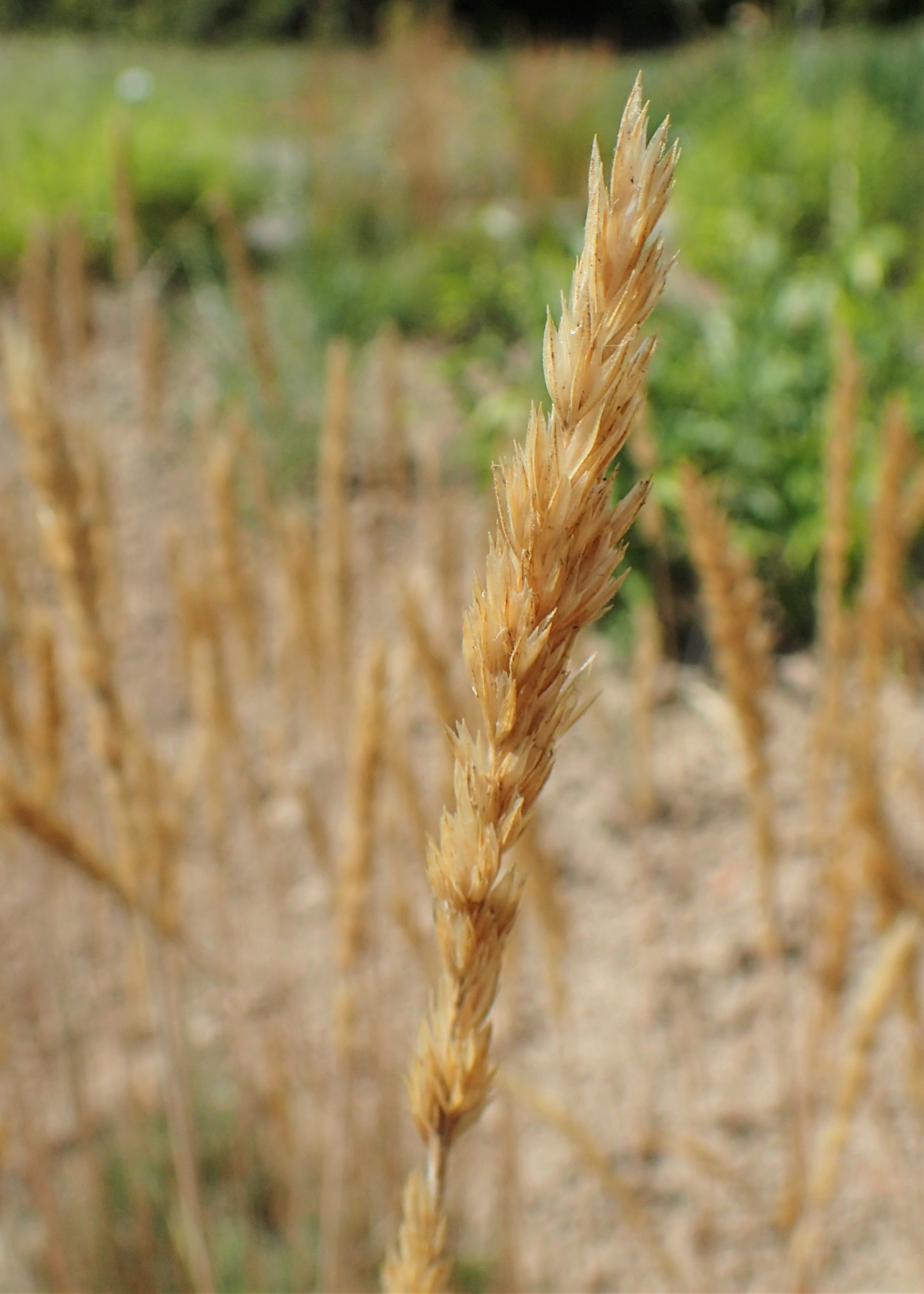
Inflorescència de Koeleria vallesiana, espècie molt típica de pradells calcícoles de llocs pedregosos de diversa altitud.

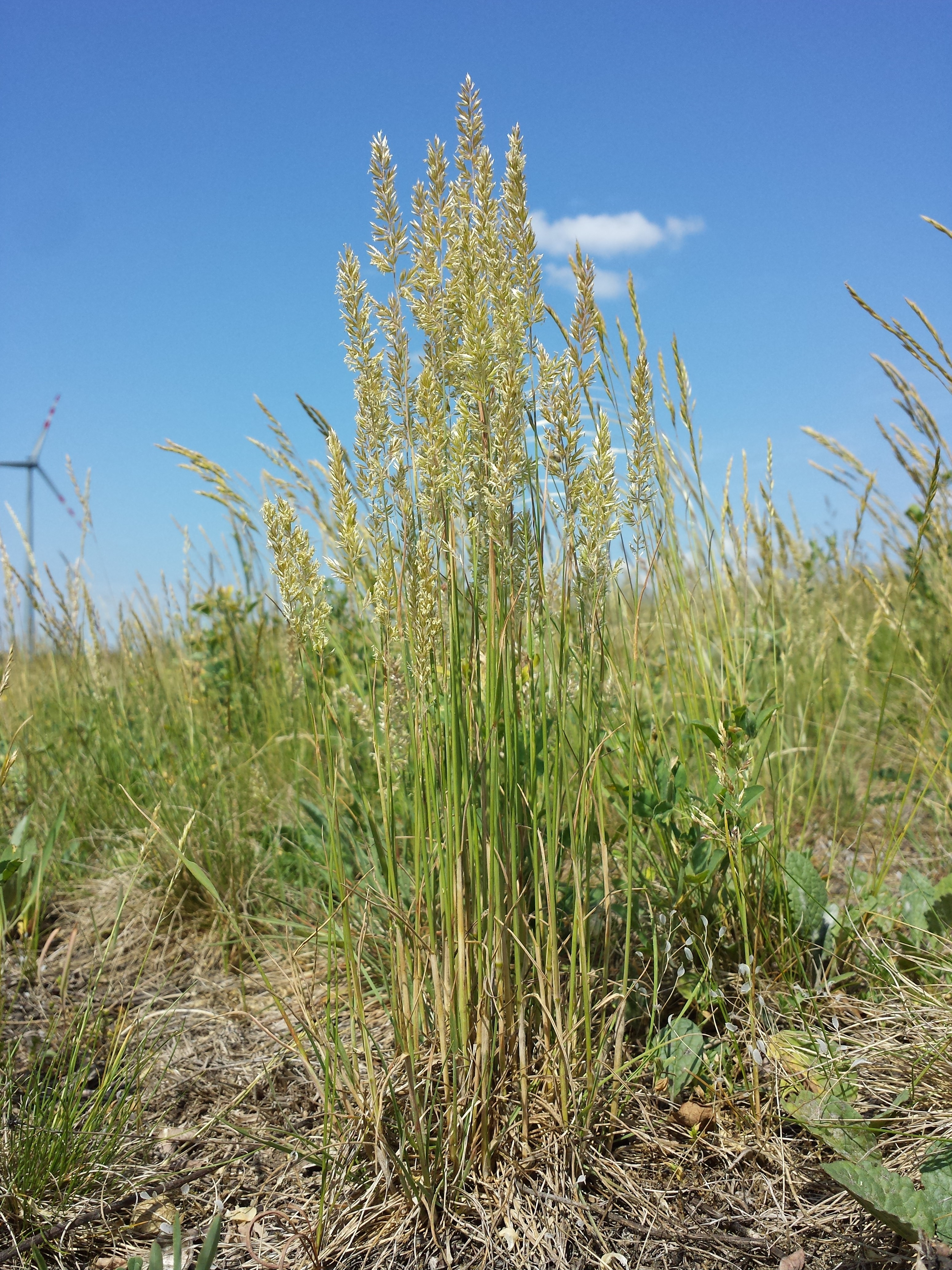
Tofa de Koeleria macrantha

Koeleria (en català i col·loquialment koelèria) és un gènere de plantes de la família de les poàcies. Conté una cinquantena d'espècies acceptades, quatre de les quals són natives dels Països Catalans (Koeleria vallesiana, Koeleria macrantha, Koeleria splendens i Koeleria pyramidata). El nom fou atorgat en honor del botànic alemany Georg Ludwig Koeler.
Les espècies d'aquest gènere són herbàcies anuals o perennes, generalment cespitoses i rarament rizomatoses. Presenten unes Tiges de 5 a 120 centímetres d'alçada, no ramificades, buides i de nusos glabres. Tenen fulles no auriculades ni pseudopeciolades, de limbe linear i estret (0,5 - 6mm. d'amplada), apicalment corbades cap avall, planes o bé plegades o convolutes, sense venació creuada i persitents. Lígules membranoses, puberulentes o ciliades. Les inflorescència són panícules, generalment denses, constretes lateralment, més o menys ovoides semblant a espigues, amb espates (bràctees que envainen les espiguetes). Espiguetes pedicelades, disposades en diferents eixos. El cariopsi (fruit) és oblong o lineal.
És un gènere de distribució cosmopolita, trobem representants a les zones temperades d'ambdós hemisferis i en zones de muntanya de regions tropicals. Generalment habiten en ambients oberts mesòfils o xerofítics com per exemple pradells més aviat secs o pedregossos. Comprén espècies ruderals, males herbes (per exemple Koeleria phleoides i Koeleria pyramidata) o espècies d'interès farratger en zones de prats i estepes de muntanya (Koeleria cristata).

## Taxonomia
- Koeleria caudata (Link) Steud.
- Koeleria gracilis Pers.
- Koeleria macrantha (Ledeb.) Schultes
- Koeleria nitida Nutt.
- Koeleria phleboides] Pers.
- Koeleria pseudocristata] Domin
- Koeleria splendens C. Presl
- Koeleria truncata Torr.
- Koeleria vallesiana (Honckeny) Gaudin

(vegeu-ne una relació més exhaustiva a Wikispecies)

## Sinònims
Achrochloa B. D. Jacks., orth. var., 
Airochloa Link, 
Brachystylus Dulac,
Leptophyllochloa C. E. Calderón ex Nicora,
Parodiochloa A. M. Molina,
Raimundochloa A. M. Molina.